# Dean Lewis
Dean Lewis (Sídney, Australia; 21 de octubre de 1987) es un cantante, compositor y guitarrista australiano. Inspirado por la banda Oasis, comenzó a escribir música en 2005 hasta conseguir un contrato discográfico en 2016 con Island Records. Ese mismo año, publicó su primer sencillo, «Waves», que alcanzó el puesto 12 de la lista de éxitos semanales de Australia y fue certificado con ocho discos de platino.
Lewis alcanzó fama internacional en 2018 con el lanzamiento de su sencillo «Be Alright», que ingresó al top 10 en países como Alemania, Austria, Irlanda, Nueva Zelanda y Suiza, además de alcanzar el puesto número 1 en Australia, donde además fue certificado con once discos de platino y fue la cuarta canción más exitosa del 2018. En marzo de 2019, publicó su álbum debut A Place We Knew, que recibió la aclamación crítica y alcanzó la primera posición en Australia, donde también fue certificado doble platino. En los APRA Awards de 2019, Lewis recibió el premio al Compositor Revelación del Año.

## Biografía

### 1987-2017: primeros años y debut en la música
Dean Lewis nació el 21 de octubre de 1987 en la ciudad de Sídney (Australia). Comenzó a trabajar a temprana edad, pues a los 14 años obtuvo su primer trabajo como repartidor de periódicos para poder comprar sus videojuegos favoritos. Creció escuchando distintas bandas como The Beatles y E Street Band, pero su interés por la música llegó en el 2005 luego de haber visto un DVD de la banda Oasis titulado Oasis Manchester Live 2005. Según comentó en una entrevista, Noel Gallagher fue una de sus mayores inspiraciones para componer música, pues básicamente fue «quien le enseñó a escribir canciones». Lewis se convirtió en un músico autodidacta pues aprendió a tocar la guitarra por su propia cuenta, lo cual también lo ayudó para sus composiciones. Tiene tres hermanos, uno de los cuales, Sean, coescribió algunas de sus primeras canciones.
A mediados de 2009, comenzó a publicar sus canciones a través de YouTube, pues aún no estaba seguro de si de verdad era un buen músico y le aterraba la idea de cantar en vivo. Durante este tiempo, también trabajó con su padre como camarógrafo e ingeniero de sonido en varios programas de televisión australiana y envió más de 30 maquetas a distintos agentes, pero no tuvo respuesta alguna. Lewis aseguró que su espera fue tan larga, que compuso más de 80 canciones antes de obtener un contrato discográfico. En 2015, asistió a una fiesta de botes realizada en la bahía de Sídney, donde cantó por primera vez y esto le dio la seguridad suficiente. Allí, una de sus amigas le presentó a Leonie Conley, antigua mánager de Savage Garden, quien, al ver su talento, lo contrató y comenzó a trabajar como coescritor e ingeniero de otros artistas.
El artista declaró que trabajar para otros lo hacía sentirse «frustrado», pues no era satisfactorio ver cómo otros gozaban de éxito a costas de su esfuerzo. No obstante, mediante esta labor, Lewis conoció a los músicos Nick Atkinson y Edd Holloway, con quienes escribió y produjo su tema «Waves», el cual lanzó como sencillo de forma independiente en septiembre de 2016. Rápidamente, la canción se convirtió en un éxito viral, siendo utilizada en variedad de series de televisión como Riverdale, Shadowhunters, Suits y Grey's Anatomy. Con ello, la canción consiguió alcanzar la posición número 12 en el listado de éxitos semanales de Australia y logró la certificación de siete discos de platino por 490 mil unidades vendidas en el país. En los ARIA Music Awards de 2017, la canción obtuvo tres nominaciones, incluyendo Canción del Año. Tras el éxito de «Waves», el artista firmó un contrato discográfico con Island Records y publicó su primer extended play en abril de 2017, titulado Same Kind of Different. Dicho trabajo incluyó también los sencillos «Need You Now» y «Lose My Mind», los cuales, aunque no ingresaron al listado oficial de Australia, fueron certificados con disco de platino.

### 2018-presente:A Place We Knew
En junio de 2018, Lewis lanzó su sencillo «Be Alright», que se convirtió en su primer número 1 en Australia, donde además obtuvo diez discos de platino. Además, la canción se convirtió en su primer éxito internacional, alcanzando el puesto 8 en Alemania, 7 en Austria, 27 en Canadá, 23 en los Estados Unidos, 4 en Irlanda, 3 en Nueva Zelanda, 11 en el Reino Unido y 6 en Suiza. En todos estos recibió variedad de discos de oro y platino por sus ventas. En los ARIA Music Awards de 2018, «Be Alright» se alzó con el premio al Mejor Vídeo. En enero de 2019, Lewis lanzó su siguiente sencillo, «7 Minutes», el cual alcanzó la décima posición en Australia, siendo su segunda canción mejor posicionada, además de haber sido certificada platino. Dos meses más tarde, finalmente publicó su primer álbum de estudio, titulado A Place We Knew, el cual recibió la aclamación crítica, con los expertos alabando principalmente la profundidad de las letras y la emoción en la voz del artista. Asimismo, el álbum tuvo buena recepción comercial, alcanzando el número 1 en Australia y siendo certificado doble platino. En los APRA Awards de 2019, Lewis se alzó con el premio al Compositor Revelación del Año, además del galardón al Artista más Exitoso Internacionalmente debido a su éxito el año anterior.

## Discografía

### Álbumes de estudio
| Año  | Álbum                                                  | Posicionamiento en listas | Posicionamiento en listas | Posicionamiento en listas | Posicionamiento en listas | Posicionamiento en listas | Posicionamiento en listas | Posicionamiento en listas | Posicionamiento en listas | Posicionamiento en listas | Posicionamiento en listas | Certificaciones                                                                    |
| Año  | Álbum                                                  | ALE                       | AUS                       | CAN                       | DIN                       | EUA                       | IRL                       | NOR                       | NZ                        | RU                        | SUI                       | Certificaciones                                                                    |
| ---- | ------------------------------------------------------ | ------------------------- | ------------------------- | ------------------------- | ------------------------- | ------------------------- | ------------------------- | ------------------------- | ------------------------- | ------------------------- | ------------------------- | ---------------------------------------------------------------------------------- |
| 2019 | A Place We Knew - Lanzamiento: 22 de marzo de 2019     | 32                        | 1                         | 15                        | 28                        | 31                        | 20                        | 25                        | 7                         | 37                        | 11                        | - AUS: 2× Platino - CAN: Oro - DIN: Platino - EUA: Oro - NOR: 2× Platino - RU: Oro |
| 2022 | The Hardest Love - Lanzamiento: 4 de noviembre de 2022 | 37                        | 4                         | 60                        | 37                        | —                         | —                         | —                         | —                         | —                         | 33                        |                                                                                    |

### Sencillos
| Año  | Sencillo                                      | Posiciones | Posiciones | Posiciones | Posiciones | Posiciones | Posiciones | Posiciones | Posiciones | Posiciones | Posiciones | Certificaciones | Álbum                  |
| Año  | Sencillo                                      | ALE        | AUS        | CAN        | DIN        | EUA        | IRL        | NOR        | NZ         | RU         | SUI        | Certificaciones | Álbum                  |
| ---- | --------------------------------------------- | ---------- | ---------- | ---------- | ---------- | ---------- | ---------- | ---------- | ---------- | ---------- | ---------- | --- | ---------------------- |
| 2016 | «Waves»                                       | —          | 12         | —          | —          | —          | 97         | —          | —          | —          | —          | - ALE: Oro - AUS: 8× Platino - CAN: 3× Platino - DIN: Platino - EUA: Oro - NOR: 2× Platino - RU: Platino                                    | Same Kind of Different |
| 2017 | «Need You Now»                                | —          | 108        | —          | —          | —          | —          | —          | —          | —          | —          | - ARIA: Platino | Same Kind of Different |
| 2017 | «Lose My Mind»                                | —          | 50         | —          | —          | —          | —          | —          | —          | —          | —          | - ARIA: 2× Platino | Same Kind of Different |
| 2018 | «Chemicals»                                   | —          | —          | —          | —          | —          | —          | —          | —          | —          | —          | - ARIA: Oro - MC: Oro | Same Kind of Different |
| 2018 | «Be Alright»                                  | 8          | 1          | 27         | 5          | 23         | 4          | 2          | 3          | 11         | 6          | - ALE: Platino - AUS: 11× Platino - CAN: 6× Platino - DIN: 4× Platino - EUA: 2× Platino - NOR: 6× Platino - NZ: 2× Platino - RU: 2× Platino | A Place We Knew        |
| 2019 | «7 Minutes»                                   | —          | 10         | —          | —          | —          | 53         | —          | 45         | —          | —          | - AUS: 3× Platino - CAN: Platino - NOR: Oro                                                                                                 | A Place We Knew        |
| 2019 | «Stay Awake»                                  | —          | 26         | —          | —          | —          | 97         | —          | 43         | 100        | —          | - AUS: 2× Platino - CAN: Oro - NOR: Oro | A Place We Knew        |
| 2019 | «Straight Back Down»                          | —          | —          | —          | —          | —          | —          | —          | —          | —          | —          | | A Place We Knew        |
| 2019 | «Used To Love» (con Martin Garrix)            | —          | 46         | 92         | —          | —          | 60         | 29         | 54         | —          | 42         | - ARIA: Oro | Sin álbum              |
| 2021 | «Falling Up»                                  | —          | 48         | —          | —          | —          | —          | —          | —          | —          | —          | - AUS: Platino | Sin álbum              |
| 2021 | «Looks Like Me»                               | —          | 82         | —          | —          | —          | —          | —          | —          | —          | —          | | The Hardest Love       |
| 2022 | «Hurtless»                                    | —          | 29         | 100        | 8          | —          | 75         | —          | 47         | —          | —          | - DIN: Oro | The Hardest Love       |
| 2022 | «Never Really Loved Me» (Kygo con Dean Lewis) | —          | —          | —          | —          | —          | —          | 14         | —          | —          | 100        | | Por anunciarse         |
| 2022 | «Lost Without You» (Kygo con Dean Lewis)      | —          | —          | —          | —          | —          | —          | —          | —          | —          | —          | | Por anunciarse         |
| 2022 | «How Do I Say Goodbye»                        | 24         | 14         | 42         | 7          | 106        | 16         | 5          | 40         | 23         | 7          | - DIN: Oro - RU: Plata - SUI: Oro | The Hardest Love       |

### Otras canciones
| Año  | Sencillo          | Posiciones | Posiciones | Posiciones | Certificaciones                                            | Álbum                  |
| Año  | Sencillo          | DIN        | NZ Hot     | SUE        | Certificaciones                                            | Álbum                  |
| ---- | ----------------- | ---------- | ---------- | ---------- | ---------------------------------------------------------- | ---------------------- |
| 2018 | «Let Go»          | —          | —          | —          | - ARIA: Oro                                                | Same Kind of Different |
| 2019 | «Hold of Me»      | —          | 40         | —          |                                                            | A Place We Knew        |
| 2019 | «A Place We Knew» | —          | —          | —          | - ARIA: Oro                                                | A Place We Knew        |
| 2019 | «Half a Man»      | 1          | —          | 73         | - AUS: Platino - CAN: Oro - DIN: 2× Platino - NOR: Platino | A Place We Knew        |

## Premios y nominaciones
| Premiación              | Año  | Nominado por    | Categoría                              | Resultado | Ref.   |
| ----------------------- | ---- | --------------- | -------------------------------------- | --------- | ------ |
| ARIA Music Awards       | 2017 | «Waves»         | Canción del Año                        | Nominado  | [ 13 ] |
| ARIA Music Awards       | 2017 | «Waves»         | Mejor Vídeo                            | Nominado  | [ 13 ] |
| ARIA Music Awards       | 2017 | «Waves»         | Mejor Canción Pop                      | Nominado  | [ 13 ] |
| ARIA Music Awards       | 2017 | Dean Lewis      | Artista Revelación                     | Nominado  | [ 13 ] |
| ARIA Music Awards       | 2017 | Dean Lewis      | Ingeniero del Año                      | Nominado  | [ 13 ] |
| ARIA Music Awards       | 2018 | Dean Lewis      | Mejor Artista Masculino                | Nominado  | [ 13 ] |
| ARIA Music Awards       | 2018 | Dean Lewis      | Mejor Australiano en Vivo              | Nominado  | [ 13 ] |
| ARIA Music Awards       | 2018 | «Be Alright»    | Canción del Año                        | Nominado  | [ 13 ] |
| ARIA Music Awards       | 2018 | «Be Alright»    | Mejor Vídeo                            | Ganador   | [ 13 ] |
| ARIA Music Awards       | 2018 | «Be Alright»    | Mejor Canción Pop                      | Nominado  | [ 13 ] |
| ARIA Music Awards       | 2019 | Dean Lewis      | Mejor Artista Masculino                | Ganador   | [ 13 ] |
| ARIA Music Awards       | 2019 | A Place We Knew | Álbum del Año                          | Ganador   | [ 13 ] |
| ARIA Music Awards       | 2019 | A Place We Knew | Mejor Álbum Pop                        | Nominado  | [ 13 ] |
| ARIA Music Awards       | 2019 | «7 Minutes»     | Canción del Año                        | Nominado  | [ 13 ] |
| ARIA Music Awards       | 2021 | «Falling Up»    | Canción del Año                        | Pendiente | [ 40 ] |
| APRA Awards             | 2018 | «Waves»         | Canción Australiana más Popular        | Nominado  | [ 4 ]  |
| APRA Awards             | 2018 | «Waves»         | Canción Pop del Año                    | Nominado  | [ 4 ]  |
| APRA Awards             | 2019 | «Be Alright»    | Canción Pop del Año                    | Nominado  | [ 4 ]  |
| APRA Awards             | 2019 | Dean Lewis      | Compositor Revelación del Año          | Ganador   | [ 4 ]  |
| APRA Awards             | 2019 | Dean Lewis      | Artista más Exitoso Internacionalmente | Ganador   | [ 4 ]  |
| APRA Awards             | 2020 | «7 Minutes»     | Canción Pop del Año                    | Ganador   | [ 41 ] |
| APRA Awards             | 2020 | «7 Minutes»     | Canción Australiana del Año            | Nominado  | [ 41 ] |
| APRA Awards             | 2021 | «Used to Love»  | Canción Australiana del Año            | Nominado  | [ 42 ] |
| APRA Awards             | 2021 | «Used to Love»  | Canción Dance del Año                  | Nominado  | [ 42 ] |
| APRA Awards             | 2021 | «Be Alright»    | Canción Australia Internacional        | Ganador   | [ 42 ] |
| MTV Europe Music Awards | 2018 | Dean Lewis      | Mejor Artista de Australia             | Nominado  | [ 43 ] |
| MTV Europe Music Awards | 2019 | Dean Lewis      | Mejor Artista de Australia             | Nominado  | [ 44 ] |